# 南昌一號
南昌一號（英語：Park One）由恆基兆業發展，位於九龍深水埗南昌街1號，合共提供129伙住宅單位。戶型設有標準戶、連平台戶及頂層特色戶，全部均屬兩房至四房設計。項目於2016年10月開售，2019年5月入伙。

## 背景資料
發展商於2010年開始透過田生集團展開收購，並於2013年申請強制拍賣
，2016年獲批，
並隨即展開清拆工程。其後發展商將南昌街1-19號作合併發展，總地盤面積8625平方呎，以重建地積比率九倍計算，總可建樓面約77,626平方呎。

## 會所
會所設於3樓及5樓，總面積超過8000平方呎。提供燒烤場、健身室、多功能影視活動室及悠閒雅座等設施。

## 商舖
商舖設於地面及1樓，主要租戶為西太平洋幼稚園。

## 景觀及座向
A單位主要為西南方向，前方為西九龍走廊，中高層可享前方通州街公園及昂船洲海景。
B單位為西南及東南方向，西南方向前方為西九龍走廊，中高層可享前方通州街公園及昂船洲海景；東南方向前方面向大角咀市景。
C單位為東南方向，前方面向大角咀市景。
D單位主要為東北方向，前方面向深水埗市景，遠眺獅子山。

## 外部連結
- 南昌一號官方網頁 （页面存档备份，存于）
- 恒基兆業 （页面存档备份，存于）